# Dia Internacional dos Estudantes
O Dia Internacional dos Estudantes é o 17 de novembro e alude à repressão dos protestos estudantis contra a ocupação nazista da Checoslováquia, realizados entre 28 de outubro e 17 de novembro de 1939, no então Protetorado da Boêmia e Morávia. 
A data foi estabelecida, em 1941, em Londres, durante reunião do Conselho Internacional de Estudantes (antecessor da atual União Internacional de Estudantes, UIE), da qual participaram delegados de 26 países.

## História
Em 1 de setembro de 1939, a Alemanha invade a Polônia, marcando o início da Segunda Guerra Mundial. O território tcheco, porém, já fora ocupado pelos alemães desde 15 de março, quando a Boêmia e a Morávia foram proclamadas protetorado do Terceiro Reich.
A resistência tcheca contra a ocupação nazista no protetorado cresce a partir do final de 1939. Em 28 de outubro, aniversário da fundação da primeira República Tchecoslovaca, instituída em 1918, milhares de estudantes foram às ruas para protestar contra a ocupação alemã, nas ruas de Praga. Konstantin von Neurath, chefe das forças de ocupação no protetorado, determina que os manifestantes sejam duramente reprimidos. Em consequência, muitos são feridos - dentre os quais Jan Opletal (1915-1939), estudante da Faculdade de Medicina da Universidade Carolina, que viria a morrer no dia 11 de novembro.
O episódio acirra a resistência tcheca e, em 15 de novembro, dia do enterro de Opletal, houve novos protestos, com a participação significativa dos estudantes universitários.
Em represália, na madrugada de 17 de novembro todas as universidades do país foram fechadas. Forças nazistas invadiram a Sede da Federação Central de Estudantes Checoslovacos. Nove dirigentes estudantis foram fuzilados e mais de 1,2 mil estudantes foram levados de suas casas para o campo de concentração de Sachsenhausen-Oranienburg, perto de Berlim, onde 18 deles pereceram.

## O outro 17 de novembro
Em 1989, o 17 de novembro viria a adquirir um significado adicional na Tchecoslováquia, quando os estudantes novamente tomaram as ruas no Dia Internacional dos Estudantes, dessa vez para protestar contra o regime comunista então vigente, sendo mais uma vez reprimidos duramente. O episódio marcou o início da Revolução de Veludo e o fim do regime socialista no país.